# Gerhard Winkler (Maler)

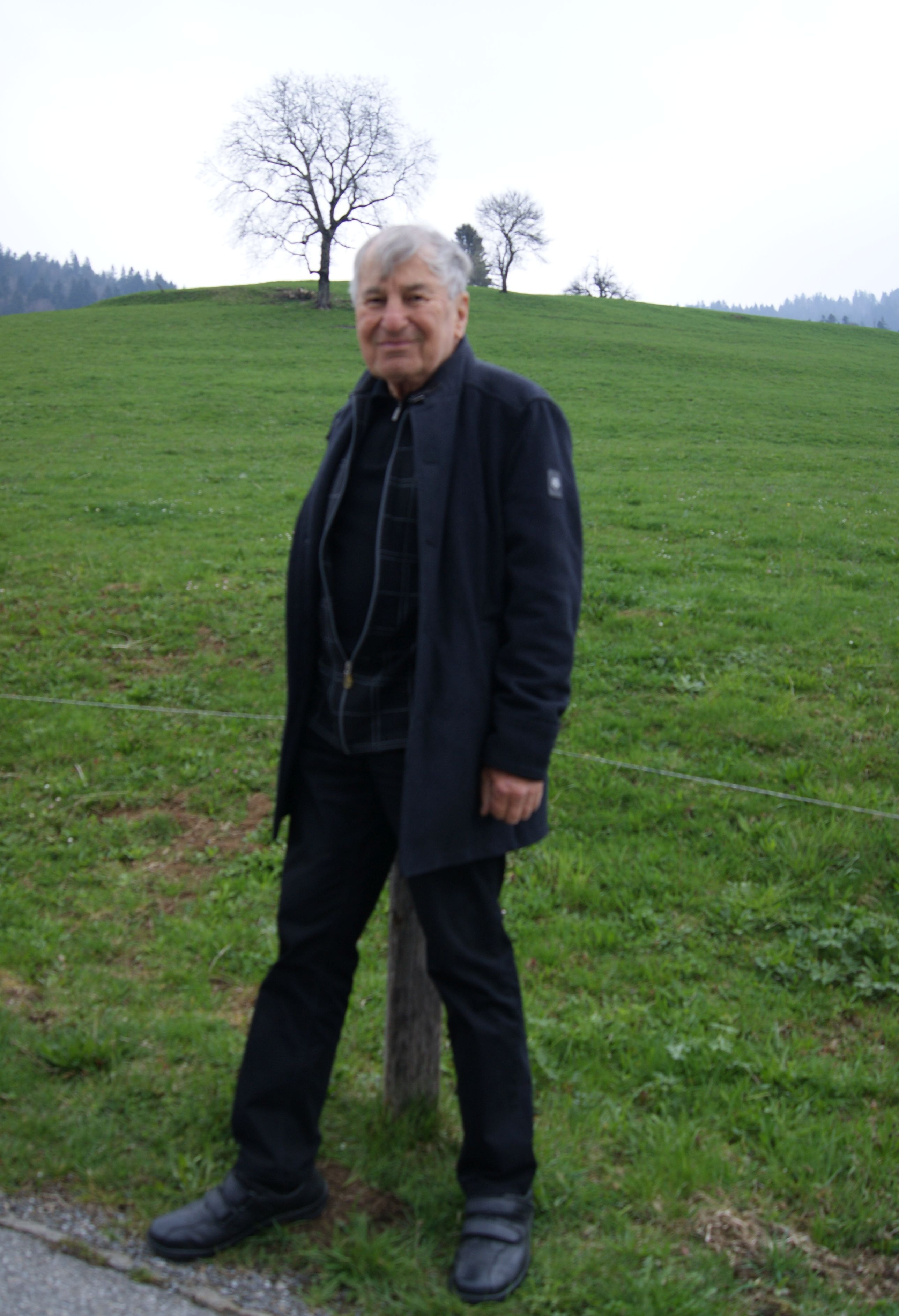
Akademischer Maler Gerhard Winkler (Frühjahr 2019)

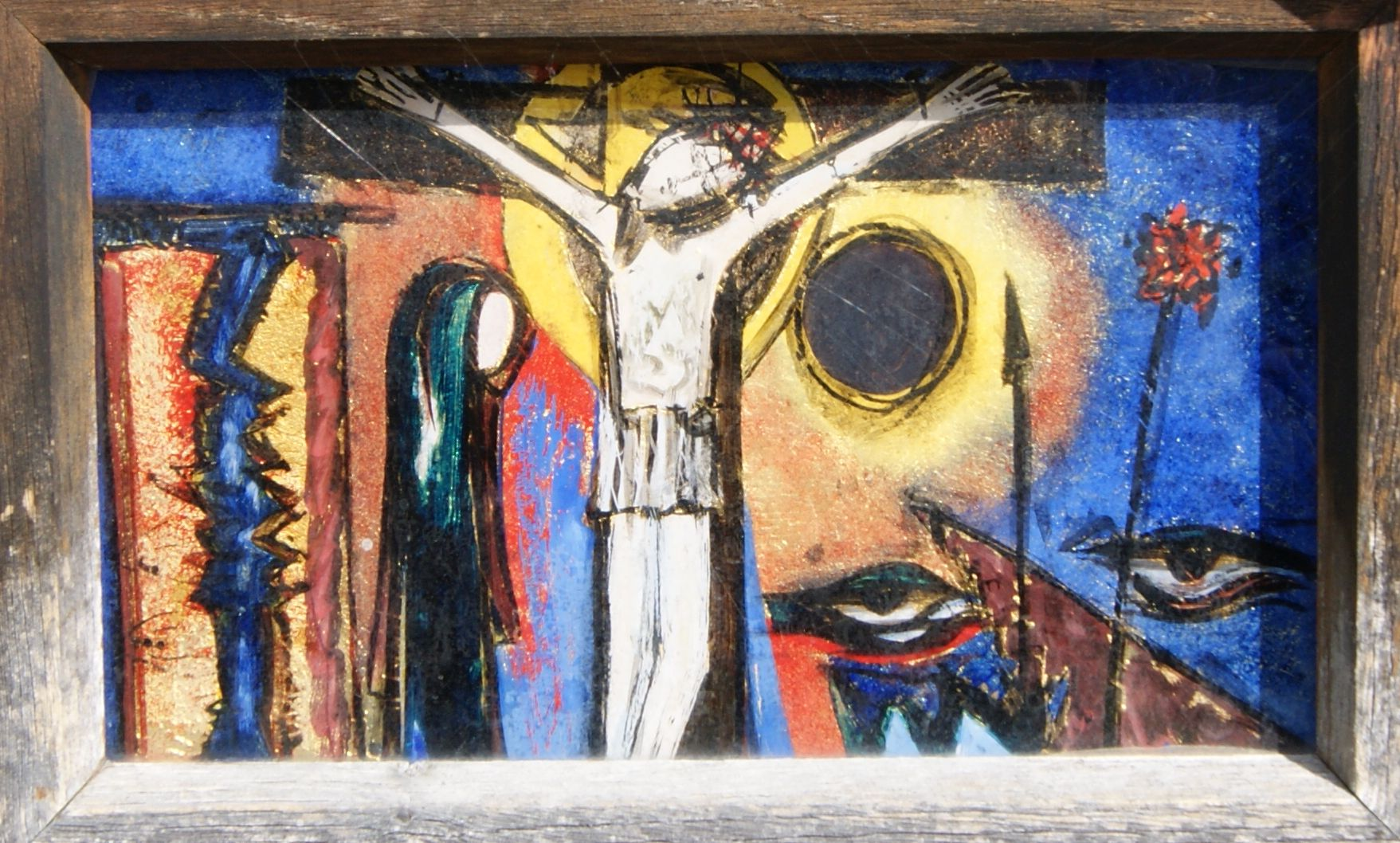
12. Station des Kreuzwegs zur Theresienkapelle in Ratzen

Gerhard Winkler (* 4. Mai 1939 in Wien) ist ein österreichischer Maler.

## Leben
Nach dem Studium der Geschichte und Pädagogik an der Universität Wien studierte er dort von 1957 bis 1963 an der Akademie der bildenden Künste Wien und erhielt 1963 einen Preis der Akademie Wien.
Beruflich war er von 1962 bis zu seiner Pensionierung 1999 als Lehrer in Wien und in Vorarlberg tätig. 1989 wurde er zum Oberstudienrat ernannt, 2001 erhielt er das große Verdienstzeichen des Landes Vorarlberg. Einzelausstellungen erfolgten 1999 im Kunstraum Dornbirn, 2004 in der Galerie der Dornbirner Sparkasse und 2019 im Stadtmuseum Dornbirn. Mit dem Thema Kunst im öffentlichen Raum hat sich Winkler 1971 künstlerisch auseinandergesetzt bei der Brunnenplastik im Friedhof Rohrbach in Dornbirn oder bei der Wandgestaltung im Eingangsbereich der Hauptschule Baumgarten. Er lebt seit 1963 in Dornbirn.
Gerhard Winkler arbeitet  mit Techniken wie Holzschnitt, Hinterglasmalerei, Papiercollage, Ölmalerei oder Zeichnung. Religiöse Themen spielen dabei immer wieder eine Rolle. Auch das Thema Landschaft setzt er gerne bildnerisch um. Weiters ist er Ehrenmitglied der KMV Siegberg Dornbirn und Träger des Silvesterordens, der vom Papst persönlich verliehen wird.